# Birgit Nordin
Birgit Nordin (* 22. Februar 1934 in Sangis; † 7. April 2022) war eine schwedische Opernsängerin (Sopran).

## Leben
Nordin studierte nach der Schule in Haparanda von 1956 bis 1958 an der Königlichen Musikhochschule Stockholm bei Britta von Vegesack, später bei Lina Pagliughi in Italien. Von 1958 bis 1986 war sie an der Königlichen Oper in Stockholm engagiert.
1973 wurde sie zur schwedischen Hofsängerin ernannt.
Einem breiteren Publikum wurde sie 1975 in Ingmar Bergmans Verfilmung der Zauberflöte als „Königin der Nacht“ bekannt. 
Sie war mit dem Bassbariton Jerker Arvidson (1939–2007) verheiratet.